# Pilot (Malcolm in the Middle)
"Pilot" es el episodio piloto y el primer episodio de la primera temporada de la comedia estadounidense Malcolm in the Middle. Escrito por el creador de la serie Linwood Boomer y dirigido por Todd Holland, el episodio se emitió originalmente en Fox el 9 de enero de 2000. En este episodio, se presentan los seis personajes principales, Malcolm, Lois, Hal, Reese, Dewey y Francis (que actualmente está en la escuela militar), y las luchas y temores de Malcolm por ser incluido en la clase de aprendizaje acelerado ('Krelboynes') a pesar de que tiene un coeficiente intelectual de 165. El episodio, que se emitió como reemplazo de mitad de temporada de Futurama, ganó una gran base de espectadores, con calificaciones de 23 millones.

## Trama
Los hermanos Malcolm (Frankie Muniz), Reese (Justin Berfield) y Dewey (Erik Per Sullivan) se despiertan en una típica mañana escolar: los tres hermanos pelean por waffles en el desayuno y su madre Lois (Jane Kaczmarek) afeita descuidadamente el excesivo vello corporal de su padre Hal (Bryan Cranston). Mientras caminan hacia la escuela, Malcolm y Dewey ven al matón de la escuela, Dave Spath (Vincent Berry). En clase, la maestra de Malcolm (Merrin Dungey) comenta sobre su talento para la pintura; en un acto de celos, Spath vierte pintura roja sobre su silla. Malcolm se sienta en la pintura justo antes de que lo llamen para ver a la psicóloga escolar, Caroline Miller (Catherine Lloyd Burns), y es ridiculizado por todos los que pasa en el camino a su oficina. Caroline declara sus intenciones de realizar algunas pruebas a Malcolm y lo hace mostrando una fotografía alterada que tiene varios errores. Todavía molesto por la broma de Spath, Malcolm se lanza a una diatriba, nombrando enojado pero correctamente todos los errores antes de gritar sobre la pintura en su ropa. De manera emocionada, Caroline detiene el reloj que estaba usando para cronometrar el tiempo.
Después de la escuela, Malcolm llega para una "cita de juegos" con Stevie Kenarban (Craig Lamar Traylor). Al darse cuenta de que la madre de Stevie, Kitty Kenarban (Dungey), es muy protectora, Malcolm concluye que no hay nada que hacer hasta que Stevie revela que tiene un armario lleno de cómics. El descubrimiento desencadena instantáneamente una amistad. Al día siguiente, Lois, en topless, después de darle un sermón a Francis (Christopher Kennedy Masterson) sobre fumar, se encuentra con Caroline, quien desea hablar con ella. Después de malinterpretar que quiere poner a Malcolm en una clase especial para niños con discapacidad intelectual, Lois se entera (fuera de cámara) de las capacidades académicas de Malcolm. En la mesa del comedor, Lois convence a un reacio Malcolm de unirse a la clase de aprendizaje acelerado ("los Krelboynes"), afirmando que es importante para él unirse, ya que sin duda tendrá un mejor futuro como resultado.
Al día siguiente, el profesor de Malcolm le informa a su clase, que no muestra interés por el tema, que es un éxito, y poco tiempo después Malcolm se encuentra rodeado de genios. Después de insultar accidentalmente a Stevie, Malcolm intenta hacer las paces con él, pero Spath una vez más se burla de Malcolm. Esto hace que Malcolm pierda los estribos y comience a insultar a Spath, diciéndole que no vale nada. Mientras los dos comienzan a pelear, Malcolm se agacha cuando el puño de Spath roza accidental y suavemente la mejilla de Stevie. Stevie escucha a los amigos de Spath hablando y luego se cae en su silla de ruedas, poniendo a la multitud en contra de Spath a pesar de su afirmación de que fue un accidente. Mientras Malcolm y Stevie se sonríen el uno al otro, Malcolm se da cuenta de que hay cosas peores que ser un Krelboyne.
Luego, Malcolm menciona lo que le sucede a Spath después y debate si siente pena por él o no. Dewey, que está debajo de un bote de basura volcado en el que está sentado Malcolm, le grita a Malcolm que lo deje salir.

## Producción
Kaczmarek dijo en el episodio del 28 de agosto de 2021 de Wait Wait... Don't Tell Me! que Cranston no tenía la espalda peluda, por lo que para la primera escena se utilizó pelo de yak, junto con un doble de cuerpo elegido entre los Teamsters que trabajaban en el programa. Según el creador de la serie, Linwood Boomer, varios chistes del episodio fueron escritos por su exesposa, incluida parte del discurso de Lois. Los chicos que interpretaron a Richard y Spath audicionaron para Malcolm y Reese respectivamente. Se dice que filmar la escena en la que Malcolm se enfrenta a Spath fue difícil, ya que Todd Holland tuvo que mantener concentrados a más de cien niños de 11 años. 
La versión original del piloto duraba unos 25 minutos, pero se acortó a 22 minutos para la televisión, incluyendo la superposición de los créditos sobre la última escena en lugar de estar separados, y acortando algunas escenas como la de los chicos hablando sobre Francis en Alabama. 
El episodio originalmente iba a terminar con Malcolm atando una patineta a la parte trasera del auto de su padre, con el motor del auto encendiendo mientras la pantalla se pone en negro. La cadena no quería que se repitiera el truco, por lo que, a pesar de sus propios deseos, Boomer accedió y cortó la escena. 

## Reconocimientos
El episodio ganó múltiples premios, incluidos dos premios Primetime Emmy por dirección y guion sobresalientes para una serie de comedia para Todd Holland y Linwood Boomer, respectivamente, en 2000. A raíz de esto, Holland fue nominado al premio Directors Guild of America a la mejor dirección en una serie de comedia en 2001.